# DeCSS

Um trecho do código DeCSS, que permite a um computador decodificar o conteúdo de um DVD protegido por cópia.

DeCSS é um programa de computador livre que permite descriptografar o conteúdo de DVDs protegidos pelo sistema CSS (Content Scramble System). Foi desenvolvido por três pessoas, duas das quais permanecem anônimas, e divulgado na internet em outubro de 1999. Um dos autores conhecidos é o programador norueguês Jon Lech Johansen, que foi processado e absolvido [en] na Noruega por violar a lei de direitos autorais. O programa gerou controvérsia e vários processos judiciais nos Estados Unidos pela DVD Copy Control Association [en] (DVD CCA), que tentou impedir sua distribuição.

## História
Antes do DeCSS, um programa chamado DoD DVD Speed Ripper foi divulgado por um grupo chamado DrinkOrDie, mas ele não tinha código-fonte e nem funcionava com todos os DVDs. DrinkOrDie teria obtido uma chave de reprodutor ao desmontar o código do reprodutor de DVD Xing. O DeCSS foi criado por um grupo que se autodenominou Masters of Reverse Engineering, que pode ter se baseado nas informações do DrinkOrDie. Entre os autores estava Johansen, que anunciou o DeCSS 1.1b, um aplicativo Windows para ripar [en] DVDs, na lista de discussão livid-dev em 6 de outubro de 1999. O código-fonte do programa vazou logo depois.
O código da descriptografia CSS usado no DeCSS foi enviado por e-mail para Derek Fawcus antes do lançamento do DeCSS. Fawcus notou que o DeCSS usava seu código css-auth sem respeitar a licença GNU GPL. Johansen entrou em contato com Fawcus para solucionar o problema e obteve uma licença para usar o código no DeCSS com outros termos.

## Processos judiciais

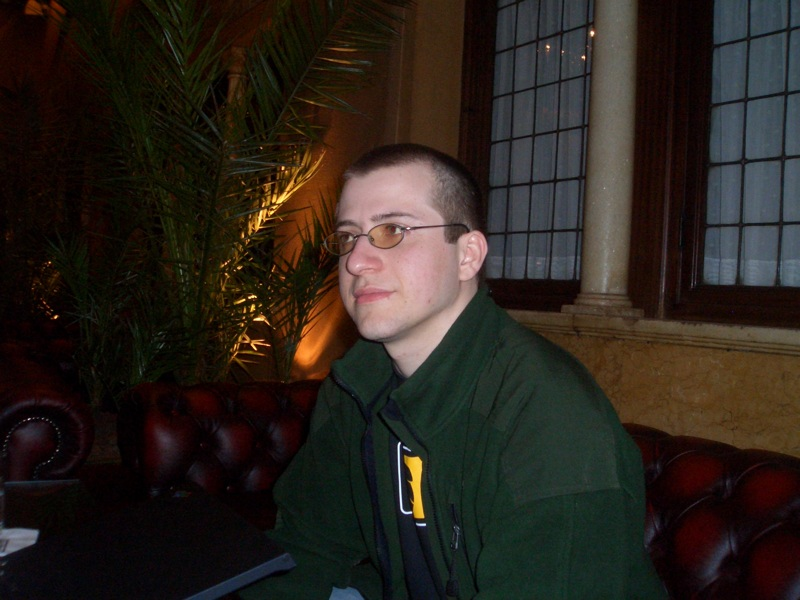
Jon Lech Johansen, conhecido como DVD Jon.

O DeCSS gerou um processo criminal na Noruega contra um de seus autores, que foi absolvido. A polícia norueguesa invadiu a casa de Johansen em 2000 e o acusou de acessar dados protegidos sem autorização, conforme a seção 145 do Código Penal norueguês. Ele poderia pegar dois anos de prisão e pagar multas altas, mas foi inocentado de todas as acusações no início de 2003. Em março do mesmo ano, um tribunal de apelação norueguês ordenou um novo julgamento, alegando que havia novos argumentos e evidências. Em dezembro de 2003, o tribunal de apelação confirmou a absolvição, e em janeiro de 2004, a Økokrim (Unidade de Crime Econômico) da Noruega arquivou o caso. Em 22 de janeiro de 2004, o DVD CCA encerrou o processo contra Jon Johansen. Johansen ficou responsável pela interface gráfica do usuário do DeCSS.
Nos Estados Unidos, a DVD CCA processou vários sites e indivíduos que distribuíram ou vincularam o DeCSS, acusando-os de violar a Lei dos Direitos Autorais do Milênio Digital (DMCA), que proíbe a elisão de medidas tecnológicas de proteção. Alguns desses processos foram resolvidos fora do tribunal, enquanto outros resultaram em decisões judiciais favoráveis à DVD CCA. Porém, alguns tribunais também reconheceram que o DeCSS tinha usos legítimos, como permitir a reprodução de DVDs em sistemas operacionais não suportados pelos fabricantes de DVD. Além disso, alguns ativistas da liberdade de expressão e da cultura livre defenderam o DeCSS como uma forma de protesto político e artístico contra as restrições impostas pela indústria do entretenimento.[carece de fontes?]

## Consulte também
- Número ilegal
- Youtube-dl